# Адзаи (род)
Род Асаи (яп. 浅井氏 Асаи-си), иногда записываемый как Адзаи, — самурайский род в Японии периода Сэнгоку. Потомок рода Фудзивара. Происходит из слоя местной знати провинции Омэ (совр. префектура Сига).
Адзаи издавна были вассалами рода Кёгоку. Заключив союз с северным соседом — родом Асакура, они вели войну против соседа южного — рода Роккаку.
До 1570 года Асаи поддерживали Ода Нобунагу в войне против рода Сайто, обладателей Мино, и походе на столицу Киото. Однако когда Ода начал войну с родом Асакура, было решено выступить против него, придерживаясь верности союза с Асакурой. В решающей битве при Анэгава (1570) войска Асаи и Асакура проиграли силам Нобунаги. Ведущие командиры и большое количество воинов рода Асаи погибли в бою. Это стало причиной упадка этого самурайского рода.
Через три года (1573) Ода Нобунага уничтожил род Асаи в замке Одани. Последний глава рода совершил сеппуку, а его 10-летний сын был пойман живьём и распят.

## Главы рода Адзаи
| Имя           |          |  | Годы жизни |
| ------------- | -------- |  | ---------- |
| Асаи Сукэмаса | 浅井亮政 |  | 1491-1542  |
| Асаи Хисамаса | 浅井久政 |  | 1526-1573  |
| Асаи Нагамаса | 浅井長政 |  | 1545-1573  |
|               |          |  |            |